# Young Harris
Young Harris es una ciudad ubicada en el condado de Towns en el estado estadounidense de Georgia. En el año 2000 tenía una población de 604 habitantes.

## Geografía
Young Harris se encuentra ubicada en las coordenadas 34°56′3″N 83°50′52″O / 34.93417, -83.84778 (34.934233, -83.847681).
Según la Oficina del Censo, la localidad tiene un área total de 2,6 km² (1 mi²), de la cual 2,6 km² (1 mi²) es tierra y 0 km² (0 mi²) (0.00%) es agua.

## Demografía
Según la Oficina del Censo en 2000 los ingresos medios por hogar en la localidad eran de $38,250, y los ingresos medios por familia eran $46,071. Los hombres tenían unos ingresos medios de $35,313 frente a los $40,625 para las mujeres. La renta per cápita para la localidad era de $12,533. 